# 克拉拉教堂

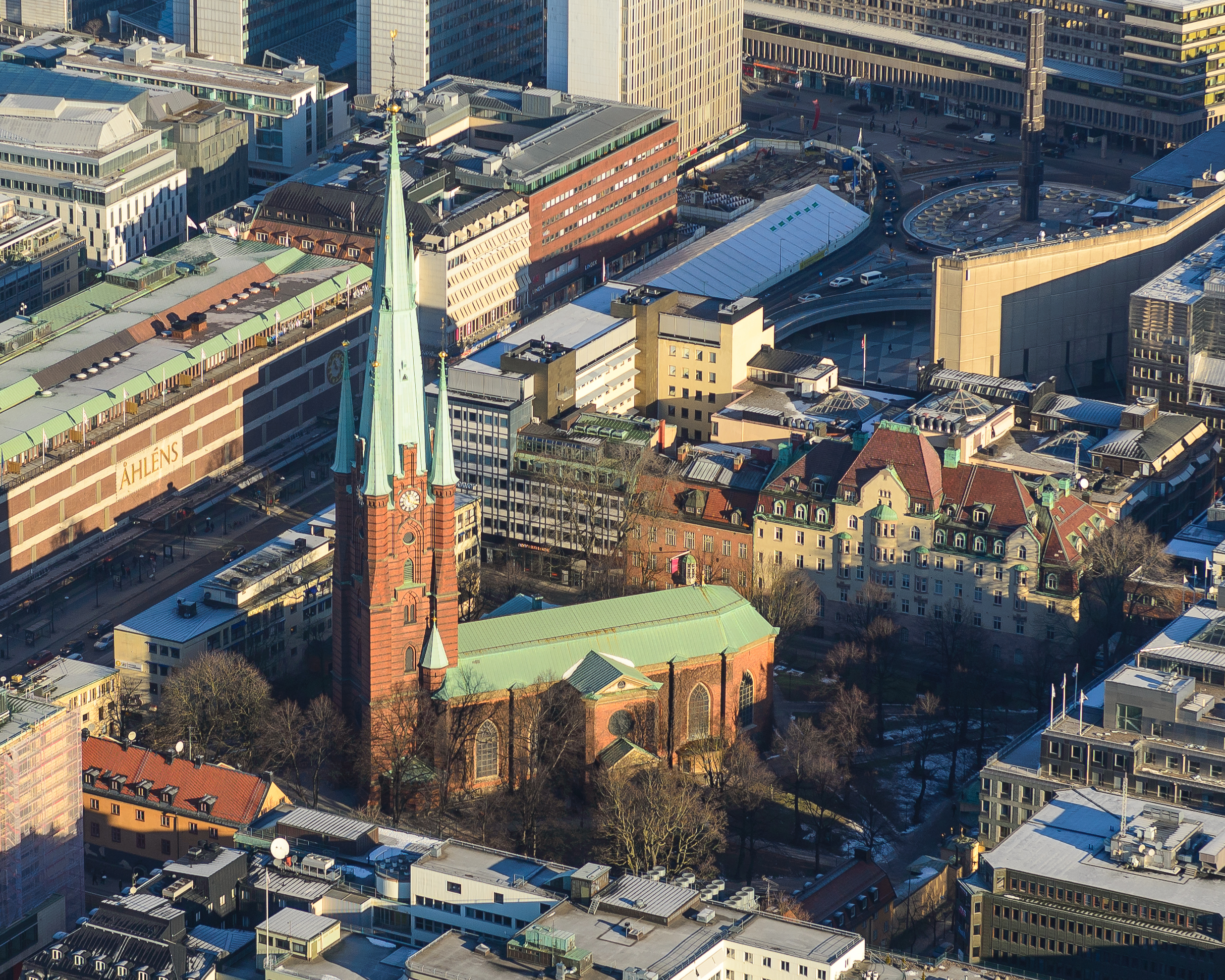
克拉拉教堂

克拉拉教堂（瑞典語：Klara kyrka）是位於瑞典首都斯德哥爾摩市中心的一座教堂。教堂始建於1280年代。在1527古斯塔夫·瓦薩統治時期，舊教堂被毀。現在的教堂修建於1572年約翰三世統治時期。

## 外部連結
59°19′52″N 18°03′42″E / 59.33111°N 18.06167°E